# Feria
Pour les articles homonymes, voir feria (homonymie).
Une feria (en castillan), fira (en catalan), ou feira (en portugais) est une fête taurine, dans le sud ouest de la France, en Espagne, au Portugal et en Amérique latine, caractérisée par une suite de corridas ou autres manifestations taurines : course landaise, course camarguaise. Selon les régions ou les pays, des lâchers de taureaux ont lieu dans les rues comme à Pampelune lors des Fêtes de San Fermín au cours desquelles se déroule la feria del toro. Lors des ferias, des bodegas ou bars avec musiques festives sont installées pour faire la fête tandis que des bandas jouent de la musique. Dans le sud-ouest français, le mot festayre (du gascon hestaire) désigne les fêtards des ferias. L'origine et la fonction du mot festayre est consignée officiellement sur le site gouvernemental qui publie la fiche-type d'inventaire au patrimoine culturel immatériel de la France, depuis 2010. Une feria peut être annuelle ou se répéter plusieurs fois dans l'année à l'occasion de  fêtes votives comme c'est le cas en Espagne ou en Amérique latine, elles peuvent aussi se répéter selon la saison agricole : feria de printemps, feria d'été, feria du riz (Arles), feria des vendanges (Nîmes).

## En Espagne et au Portugal
Une feria est indissociable des spectacles taurins. Toutefois les mots « feria » et « feira », qui désignaient à l'origine une manifestation économique bien souvent agricole, signifie encore « foire » en espagnol et en portugais. Dans le domaine des loisirs, une « feria » est toujours rattachée à un cycle de spectacles taurins, ainsi que les festivités qui accompagnent les courses de taureaux. L'origine de la fête peut aussi être une fête votive comme la Feria de San Isidro, patron de la cité de Madrid. La feria rend hommage à ce laboureur (1080-1172) qui faisait la charité avec sa femme Maria Torribia, bien qu'ils fussent eux-mêmes dans le plus grand dénuement.
En Andalousie, les plus anciennes ferias correspondent à l'ancienneté des arènes notamment la ville de  Jerez de la Frontera dont les arènes   comptent parmi les plus anciennes d'Espagne, offre une Feria del Caballo en mai et une feria de vendimia (vendanges) en automne. La ville de Malaga offre au mois d'août la Feria de Málaga, comme pratiquement toutes les villes des régions autonomes espagnoles possédant des arènes de première, deuxième ou troisième catégorie. En 2003, en Espagne, on comptait 598 spectacles taurins majeurs (corridas formelles) et mineurs (novilladas, becerradas), et 1146 spectacles taurins populaires comprenant les lâchers de taureaux, les toro de fuego. En 2004, on comptait 810 corridas formelles, 555 novilladas piquées, 380 rejoneos, et 187 spectacles mixtes ou festivals piqués.
Les principales ferias taurines en Espagne sont :
- Feria de Abril (Séville)
- Fêtes de San Fermín (Pampelune)
- Feria de San Isidro (Madrid)

## En France

### Quelques généralités
En France comme en Espagne, le mot a d'abord été utilisé pour nommer une foire commerciale avant de désigner un cycle de courses de taureaux. Feria taurine et fête ont rapidement été confondues dès la fin du XIXe siècle. Les villes gasconnes ont organisé traditionnellement ce mouvement depuis 1932, faisant coïncider les foires et marchés avec les courses à la vache puis avec les courses de taureaux. Ainsi, les Fêtes de Dax, dans les Landes, sont officiellement devenues la feria de Dax, rompant ainsi avec la tradition populaire. La popularité de ces fêtes et la médiatisation qui en a été faite ont favorisé la substitution du mot fêtes par celui de feria. Beaucoup de communes - y compris celles qui n'organisent aucune course de taureaux - ont ainsi rebaptisé leurs festivités patronales, ferias. Et l'usage courant a suivi. Toutefois, à Mont-de-Marsan comme à Bayonne, la semaine festive estivale continue à s'intituler respectivement Fêtes de la Madeleine et Fêtes de Bayonne. Les ferias de Dax et de Nîmes (Feria de la Pentecôte et Feria des Vendanges) sont à l'heure actuelle les plus grandes ferias de France. La feria Dax a accueilli en 2024 1,4 millions de festayres pendant 5 jours et celle de Pentecôte près de 1,2 millions de visiteurs pendant six jours.
Autres ferias de France : celles de Bayonne, celles d'Arles (Féria de Pâques et Feria du Riz au mois de septembre), celle d'Istres (au mois de juin), Saint-Martin-de-Crau (en avril), Alès (le week-end suivant l'Ascension), Parentis-en-Born (Premier week-end d'août). Les principales ferias en France se déroulent dans deux régions du Sud.

### Un élément-pilier du patrimoine identitaire Gascon: «Hèstas e Hestaires, Fêtes et Festayres»
C'est, en effet, dans cette ancienne région d'Occitanie, appelée Gascogne, que se situent les principales villes où ont lieu les plus célèbres fêtes votives que sont les ferias, mentionnées plus haut (Bayonne, Mont-de-Marsan et Dax). Aujourd'hui, ce sont des événements incontournables, notamment pour les jeunes générations, ceux que l'on appelle en occitan-gascon les hestaires, qui a été francisé par la suite pour donner une variation régionale reconnue : les festayres.
Ces festayres sont toujours aussi nombreux à chaque rendez-vous. En effet, c'est devenu un rite de passage inévitable, un élément social important, où la connotation religieuse des cultes aux saints tend à se perdre, petit à petit. Avec le temps, la tradition populaire a même codifié ces événements, notamment dans la tenue vestimentaire. Les couleurs retenues depuis bientôt une trentaine d'années sont le rouge et le blanc (ou encore le bleu et le blanc pour Mont-de-Marsan). À cela s'ajoutent les incontournables courses de taureaux, héritées de la tradition espagnole ou les courses de vaches landaises facilitées par les grandes places ou arènes, que l'on y trouve.
La convivialité est toujours de mise, avec les nombreuses fêtes de rue, aussi bien diurnes que nocturnes, où les jeunes optent pour une "déambulation-apéritifs", alors que les plus anciens pour de simples dîners. Tout cela est rythmé aussi bien en France qu'en Espagne, par des animations musicales, très fournies, qu'elles soient dans les rues ou dans les restaurants et cafés : il s'agit là encore d'une formation musicale de type banda.
Ces hèstas durent entre 6 et 7 jours et suivent un programme cohérent avec :
- Une ouverture officielle et la remise des clefs ;
- Des journées thématiques dans plusieurs domaines (religion, gastronomie, sports, enfants...) ;
- Des nuits festives ;
- Une clôture officielle.

En 2010, le Ministère de la Culture inscrit cette pratique à l'Inventaire du patrimoine culturel immatériel en France.

### Région «Sud-Est»
- Alès (Ascension)
- Arles (Feria de Pâques et Feria du Riz en septembre)
- Beaucaire (Feria du Toro et Fêtes de la Madeleine fin juillet)
- Béziers (Assomption)
- Carcassonne
- Céret
- Châteaurenard
- Collioure
- Istres
- Lattes
- Limoux
- Lunel (Fête de Lunel, et non pas « feria »)
- Marboz (Ain)
- Millas
- Mauguio
- Nîmes (Feria de Pentecôte et Feria des Vendanges en septembre)
- Palavas-les-Flots
- Saint-Gilles
- Saint-Martin-de-Crau
- Saintes-Maries-de-la-Mer
- Saint-Rémy-de-Provence
- Vauvert

### Gascogne
- Aire-sur-Adour
- Amou
- Arzacq-Arraziguet
- Bayonne (en juillet/août, ce sont les « Fêtes de Bayonne », la « feria » a lieu en septembre
- Bazas (Fêtes de la Saint-Jean)
- Bezonnes (3e week-end de juin)
- Bias (autour du 14 juillet)
- Condom
- Dax (autour du 15 août)
- Eauze (1er week-end de juillet)
- Floirac
- Hagetmau
- Monein
- Mont-de-Marsan (Fêtes de la Madeleine)
- Mimizan
- Ondres
- Orthez
- Parentis-en-Born (Sent Bertomiu)
- Pomarez
- Rion-des-Landes (Feria autour du 24 août)
- Rodez (première feria en septembre 2019)
- Samadet (Week-end de la Pentecôte)
- Sabres (Fêtes de la Saint Leu)
- Saint-Sever
- Saint-Vincent-de-Tyrosse
- Soustons (1er week-end d'août)
- Vic-Fezensac (Pentecôte)
- Vieux-Boucau-les-Bains (1er week-end de septembre)

## Au Mexique
- Feria nationale de San Marcos

## En Colombie
- Feria de Cali

## Au Pérou
- Feria del Señor de los Milagros
- Feria de la Santa Rosa de Lima[13]

## Au Venezuela
- Feria del Sol (Mérida)